# Marathon van Amsterdam 2003
De marathon van Amsterdam 2003 vond plaats op zondag 19 oktober 2003 in Amsterdam. Het was de 28e editie van deze marathon. De hoofdsponsor was ING. 3537 lopers namen deel aan de marathon en 4429 lopers aan de halve marathon. Bij de mannen won de Keniaan William Kipsang de wedstrijd in 2:06.39. Hij had slechts een voorsprong van drie seconden op zijn landgenoot Felix Limo. Bij de vrouwen streek de Portugese Helena Sampaio met de hoogste de eer en won de wedstrijd in 2:28.06.

## Uitslagen

### Mannen
| rang   | naam                      | land                | tijd    |
| ------ | ------------------------- | ------------------- | ------- |
| Goud   | William Kipsang           | Kenia               | 2:06.39 |
| Zilver | Felix Limo                | Kenia               | 2:06.42 |
| Brons  | Benjamin Kimutai          | Kenia               | 2:07.39 |
| 4      | William Kiplagat          | Kenia               | 2:07.50 |
| 5      | Robert Kipkoech Cheruiyot | Kenia               | 2:08.13 |
| 6      | Kamiel Maase              | Nederland           | 2:08.31 |
| 7      | Tadesse Hailemarian       | Ethiopië            | 2:09.34 |
| 8      | Thomas Chemitei           | Kenia               | 2:10.26 |
| 9      | Robert Cheboror           | Kenia               | 2:11.06 |
| 10     | Ismaël Sghyr              | Frankrijk           | 2:11.27 |
| 11     | Moses Tanui               | Kenia               | 2:12.24 |
| 12     | Rik Ceulemans             | België              | 2:13.42 |
| 13     | Chris Carris              | Verenigd Koninkrijk | 2:17.39 |
| 14     | Fransua Woldemariam       | Nederland           | 2:18.31 |
| 15     | Phil Minchinson           | Verenigd Koninkrijk | 2:19.38 |
| 16     | Adrian Marriott           | Verenigd Koninkrijk | 2:22.14 |
| 17     | Mikhal Bartoszak          | Polen               | 2:23.21 |
| 18     | Manuel Anta               | Spanje              | 2:23.42 |
| 19     | Gadisa Abeba              | Ethiopië            | 2:25.11 |
| 20     | Aart Stigter              | Nederland           | 2:26.58 |

### Vrouwen
| rang   | naam                    | land                | tijd    |
| ------ | ----------------------- | ------------------- | ------- |
| Goud   | Helena Sampaio          | Portugal            | 2:28.06 |
| Zilver | Caroline Kwambai        | Kenia               | 2:28.47 |
| Brons  | Margaret Atodonyang     | Kenia               | 2:29.21 |
| 4      | Beata Rackonzai         | Hongarije           | 2:29.54 |
| 5      | Anne van Schuppen       | Nederland           | 2:38.15 |
| 6      | Dione Agostini          | Brazilië            | 2:44.12 |
| 7      | Christine Lelan         | Frankrijk           | 2:48.35 |
| 8      | Line Kuster             | Frankrijk           | 2:50.53 |
| 9      | Simone Kuster           | Frankrijk           | 2:51.34 |
| 10     | Petra Oberli            | Sovjet-Unie         | 2:52.12 |
| 11     | Agnes Hijman            | Nederland           | 2:54.51 |
| 12     | Claudine Hoenig         | Frankrijk           | 2:58.07 |
| 13     | Hansen Vibeke           | Duitsland           | 2:59.11 |
| 14     | Marietta van der Linden | Verenigd Koninkrijk | 2:59.18 |
| 15     | Nicole Bouma            | Nederland           | 3:03.16 |

1975 ·
1976 ·
1977 ·
1978 ·
1979 ·
1980 ·
1981 ·
1982 ·
1983 ·
1984 ·
1985 ·
1986 ·
1987 ·
1988 ·
1989 ·
1990 ·
1991 ·
1992 ·
1993 ·
1994 ·
1995 ·
1996 ·
1997 ·
1998 ·
1999 ·
2000 ·
2001 ·
2002 ·
2003 ·
2004 ·
2005 ·
2006 ·
2007 ·
2008 ·
2009 ·
2010 ·
2011 ·
2012 ·
2013 ·
2014 ·
2015 ·
2016 ·
2017 ·
2018 ·
2019 ·
2020 ·
2021 ·
2022 ·
2023 ·
2024 ·
2025